# (1935) Lucerna
Pour les articles homonymes, voir Lucerna.
(1935) Lucerna (aussi nommé 1973 RB) est un astéroïde de la ceinture principale, découvert le 2 septembre 1973 par Paul Wild à l'observatoire Zimmerwald, en Suisse. 
Il a été nommé d'après la ville suisse de Lucerne, chef-lieu du canton du même nom.